# Miconia floccosa
Miconia floccosa är en tvåhjärtbladig växtart som beskrevs av Célestin Alfred Cogniaux. Miconia floccosa ingår i släktet Miconia och familjen Melastomataceae. IUCN kategoriserar arten globalt som sårbar. Inga underarter finns listade i Catalogue of Life.